# Payré
Payré foi uma comuna francesa na região administrativa da Nova Aquitânia, no departamento de Vienne. Estendia-se por uma área de 26,13 km². Em 2010 a comuna tinha 1 008 habitantes (densidade: 38,6 hab./km²).
Em 1 de janeiro de 2019, passou a fazer parte da nova comuna de Valence-en-Poitou.